# Cabana de Boet
La Cabana de Boet és una cabana de pastors del terme municipal d'Alins, a la comarca del Pallars Sobirà.
Està situada a 1.871 m d'altitud, un xic enlairada al nord del Pla de Boet, a la dreta del Barranc d'Arcalís i a prop i al sud-est del Refugi de Vallferrera i del Bosc de la Cabana. És en un contrafort sud-occidental de la Carena de Pica-roja.